# Domus Fausta
La Domus Fausta è un edificio di Milano situato in via De Togni al civico 21.

## Storia e descrizione
L'edificio fu costruito tra il 1932 e il 1936 su progetto di Gio Ponti ed Emilio Lancia come parte di una serie di palazzi chiamati "Case tipiche", che prevedeva la costruzione di altre nove "Domus" che dovevano esemplificare i canoni dell'architettura moderna.
L'edificio è uno dei primi esempi cittadini di architettura razionalista e uno delle prime realizzazioni in cui Gio Ponti si distacca dallo stile Novecento: la casa si presenta elegante seppure quasi priva di ornamenti, con l'eccezione del lineare portale in travertino che contrasta con la facciata intonacata in giallo ocra con balconate. Così come per le vicine Domus Julia e Domus Carola, ogni piano prevede un singolo appartamento, la cui divisione degli spazi è stata eseguita secondo le concezioni architettoniche razionaliste, ovvero con spazi di servizio ridotti al minimo a vantaggio di un grande spazio dedicato a soggiorno e sala da pranzo.